# Montalvos
Montalvos er en by og kommune i det sydøstlige Spanien i provinsen Albacete. Den har et indbyggertal på 81 (2024) indbyggere.